# Fairy gone フェアリーゴーン
『Fairy gone フェアリーゴーン』は、P.A.WORKS制作、鈴木健一監督による日本のテレビアニメ。毎日放送・TOKYO MXほかにて、第1クールが2019年4月から6月まで放送された。第2クールは同年10月から12月まで放送された。
憑依した生物に特殊な力を与える「妖精」の軍事利用により戦争が終結した世界を舞台に、妖精の力を行使することのできる人間「妖精兵」たちの戦いを取り扱ったオリジナルアニメである。

## あらすじ

### 前半（1 - 12話）
イースタルド全土を巻き込んだ統一戦争が終結してから9年後の世界。異形の姿をした「妖精」を操り、戦場で猛威を振るった「妖精兵」と呼ばれる兵士たちは戦後の時代でその存在価値を失くし、テロリストやマフィアなど裏の世界の住人として生きる者も少なくながら存在していた。
統一戦争で故郷を焼き払われた過去をもつマーリヤ・ノエルは、違法オークションで幼馴染で行方不明となっていたヴェロニカ・ソーンと再会する。オークションで取引されていた妖精に取り付かれて妖精兵となったマーリヤは、故郷を奪った仇を追う暗殺者となっていたヴェロニカを止めるため、違法妖精取締機関「ドロテア」のフリー・アンダーバーの提案で彼の下で働くこととなる。
妖精兵や人工妖精を巡って次々事件が起こるが、黒幕はハイブランツ公ディーゼだった。ディーゼは統一政府に反旗を翻し、皇帝のいる宮殿に入るが、カルオー公レイ・ドーンの妖精兵によって討たれる。

### 後半（13 - 24話）
散逸していた黒の妖精書が妖精省の元に揃う。妖精省のマルコ・ベルウッドとグリフ・マーサーは「アインツ教団」の幹部で「神獣」復活をもくろむ。暗殺されたゴルバーン首相の国葬の日、レイ・ドーンは教団に襲撃され、ドロテアが応戦。マーリヤたちはレイを匿うが、そこへヴェロニカが現れ復讐を遂げようとする。マーリヤの説得でレイは謝罪し、ヴェロニカも改心。だがレイはグリフに連れ去られる。教団はレイの体から取り出した妖精器官を使い神獣を復活させる。全てを無にする神獣を止める手立てはなく、立ち向かったヴェロニカは砂になる。ヴェロニカの妖精原体がマーリヤの胸に入り、マーリヤの妖精原体と合体。マーリヤは合体した妖精を出現させ、フリーと協力して神獣を倒す。3か月後、マーリヤは復興する街からフリーのバイクで旅立つ。

## 登場人物

### 主要人物
マーリヤ・ノエル
声 - 市ノ瀬加那
妖精に関連する事件を捜査・鎮圧する違法妖精取締機関「ドロテア」に配属されたばかりの新入隊員。
妖精郷スーナ出身。父親のイヴァン（声 - 浜田賢二）は妖精の守り人だったが、マーリヤ誕生の日に妖精融合体と他の妖精成体を引き離そうとして死亡。母親のテレザ（声 - 佐藤聡美）も出産後死亡。同じ村のユルゲン・ドーン（声 - 山本兼平）に引き取られて育つが、村では「災いの子」と呼ばれ遠巻きにされていた。ヴェロニカと姉妹のように仲良くなるが、レイ・ドーンが村を焼き討ちした時にはぐれる。一人雪の山中をさまよっていたところを、ファナチカの猟師・ヴィクトル（声 - 稲田徹）に救われ、銃の使い方を教えられる。2年後、ヴィクトルが亡くなると、ヴェロニカを探し、噂を頼りにツバルの町に出る。ここで16歳になるまで、マフィア・ビャクレーの首領ジングル（声 - 家中宏）の用心棒となる。フザンの妖精オークションの用心棒を務めた際、偶然ヴェロニカと再会。妖精原体が体に入り「妖精憑き」となったことで、ドロテアに入隊する。
所有する妖精は、「アッシュクラッド」
フリー・アンダーバー
声 - 前野智昭
「ドロテア」第一部隊隊長代理。
所有する妖精は、「レッドフッド」
ヴェロニカ・ソーン
声 - 福原綾香
マーリヤと同郷の暗殺者。
子供の頃は「幸いの子」と呼ばれ、周囲に好かれていたが、孤立していたマーリヤと仲良くなる。村を焼き討ちされたあと行方不明になるが、ツバルの町でレイ・ドーン銃撃未遂事件を起こしている。村を出たあと妖精学者のダミアンと出会い「妖精憑き」になった。妖精オークション会場を襲撃し、黒の妖精書を奪っている。ドロテアに入ったマーリヤを見守り続けているが、目的を遂げるため単独行動をしている。
所有する妖精は、「ブラッドドーター」
ウルフラン・ロウ
声 - 細谷佳正
フリーの元同僚のテロリスト。
所有する妖精は、「フィッチャー」

### ドロテア
クラーラ・キセナリア
声 - 諏訪彩花
「ドロテア」第一部隊隊員。
所有する妖精は、「トメリーズ」
セルジュ・トーヴァ
声 - 中島ヨシキ
「ドロテア」第一部隊隊員。
所有する妖精は、「ブリンツテイル」
ネイン・アウラー
声 - 園崎未恵
「ドロテア」局長 兼 第一部隊隊長。
所有する妖精は、「モルズニーク」
リリー・ハイネマン
声 - 種﨑敦美
「ドロテア」第三部隊隊長。
ロバート・チェイス
声 - 沖野晃司
オズ・メア
声 - 間宮康弘
所有する妖精は、「エアレー」

### 妖精学者
ダミアン・カルメ
声 - 子安武人
カイン・ディスタロル
声 - 麦人

### マフィア
アクセル・ラブー
声 - 川田紳司
所有する妖精は、「ピリーウィギン」
“スウィーティー”ビター・スウィート
声 - 寿美菜子
所有する妖精は、「スクライカー」

### 統一ゼスキア
マルコ・ベルウッド
声 - 大塚芳忠
グリフ・マーサー
声 - 津田健次郎
レイ・ドーン
声 - 津田英三（少年時代：岡咲美保）
所有する妖精は、「スローンテイカー」

### その他
エレノア・ニード
声 - 小松未可子
パトリシア・パール
声 - 井口裕香
ジョナサン・パスピエール
声 - 興津和幸
ビーヴィー・リスカー
声 - 江川央生
ソフィー
声 - 伊藤静
シュヴァルツ・ディーゼ
声 - 土師孝也
ジェット・グレイヴ
声 - 東地宏樹
ユアン・ブリーズ
声 - 乃村健次
所有する妖精は、「ノルカ」

## スタッフ
- 原作 - Five fairy scholars[3]
- 監督 - 鈴木健一[3]
- シリーズ構成 - 十文字青[3]
- 脚本 - 鈴木健一（第1・2話）、十文字青（全話）
- キャラクター原案・妖精原案 - 中田春彌[3]
- キャラクターデザイン - 清水貴子[3]
- プロップデザイン - 宮岡真弓、村松尚雄、石本剛啓（第5、11話-）
- 妖精武器デザイン - 森木靖泰
- 銃器デザイン - 石口十
- 美術監督 - 東潤一[4]
- 美術設定 - 曽野由大、宮岡真弓、橋口コウジ、小木斉之（第1、2、5話-）、田尻健一、Yonn Le Gall、Johanna Guillaume、Eric Couta、Nicolas Alberti、Jade Khoo
- 色彩設計 - 中野尚美[4]
- 撮影監督 - 江間常高[4]、富田喜允（第1話）
- 3Dディレクター - 宍戸光太郎、市川元成[4]
- 編集 - 廣瀬清志[4]
- 音響監督 - 明田川仁[4]
- 音響効果 - 上野励[4]
- 音楽プロデュース - (K)NoW_NAME[3]
- 音楽 - (K)NoW_NAME:Shuhei Mutsuki、(K)NoW_NAME:Makoto Miyazaki
- 音楽プロデューサー - 礒部慧利→上野裕平
- プロデューサー - 坪内君憲（第2クール）、黒木健、前田俊博、大和田智之、渡瀬昌太、長谷川嘉範、林俊安
- ラインプロデューサー - 山本輝
- アニメーション制作 - P.A.WORKS[3]
- 製作 - フェアリーゴーン製作委員会

## 主題歌
オープニングテーマ
「KNOCK on the CORE」（第1話 - 第12話）
作詞 - (K)NoW_NAME:AIJ / 作曲・編曲 - (K)NoW_NAME:Makoto Miyazaki / 歌 - (K)NoW_NAME:Ayaka Tachibana & AIJ
「STILL STANDING」（第13話 - 第24話）
作詞 - (K)NoW_NAME:NIKIIE & AIJ / 作曲・編曲 - (K)NoW_NAME:Makoto Miyazaki / 歌 - (K)NoW_NAME:Ayaka Tachibana & NIKIIE & AIJ

エンディングテーマ
「Ash-like Snow」（第1話 - 第12話）
作詞 - (K)NoW_NAME:eNu / 作曲・編曲 - (K)NoW_NAME:Makoto Miyazaki / 歌 - (K)NoW_NAME:NIKIIE
「Stay Gold」（第13話 - 第24話）
作詞 - (K)NoW_NAME:Genki Mizuno / 作曲・編曲 - (K)NoW_NAME:Shuhei Mutsuki / 歌 - (K)NoW_NAME:Ayaka Tachibana

挿入歌
「Rodeo」（第1話）
作詞・歌 - (K)NoW_NAME:AIJ / 作曲・編曲 - (K)NoW_NAME:Shuhei Mutsuki
「Backtrack」（第2話）
作詞・歌 - (K)NoW_NAME:AIJ / 作曲・編曲 - (K)NoW_NAME:R・O・N
「Danse Dance」（第4話）
作詞 - (K)NoW_NAME:AIJ / 作曲・編曲 - (K)NoW_NAME:Shuhei Mutsuki / 歌 - (K)NoW_NAME:NIKIIE
「Forest Gleam」（第5話）
作詞 - (K)NoW_NAME:Kohei by SIMONSAYZ / 作曲・編曲 - (K)NoW_NAME:Shuhei Mutsuki / 歌 - (K)NoW_NAME:NIKIIE
「Stampede」（第9話）
作詞・歌 - (K)NoW_NAME:AIJ / 作曲・編曲 - (K)NoW_NAME:R・O・N
「blowball」（第10話）
作詞 - (K)NoW_NAME:Kohei by SIMONSAYZ / 作曲・編曲 - (K)NoW_NAME:Shuhei Mutsuki / 歌 - (K)NoW_NAME:NIKIIE
「Dandelion」（第10話）
作詞 - (K)NoW_NAME:AIJ / 作曲・編曲 - (K)NoW_NAME:Hiromitsu Kawashima / 歌 - (K)NoW_NAME:Ayaka Tachibana
「Catastrophe」（第11話）
作詞・歌 - (K)NoW_NAME:AIJ / 作曲・編曲 - (K)NoW_NAME:Shuhei Mutsuki
「Hertzsprung gap」（第12話）
作詞 - (K)NoW_NAME:Kohei by SIMONSAYZ / 作曲・編曲 - (K)NoW_NAME:R・O・N / 歌 - (K)NoW_NAME:Ayaka Tachibana & NIKIIE
「Gravitaional Collapse」（第12話）
作詞・歌 - (K)NoW_NAME:AIJ / 作曲・編曲 - (K)NoW_NAME:Hiromitsu Kawashima
「Flicker」（第14話）
作詞 - (K)NoW_NAME:NIKIIE / 作曲・編曲 - (K)NoW_NAME:Hiromitsu Kawashima / 歌 - (K)NoW_NAME:Ayaka Tachibana
「Halo」（第15話）
作詞・歌 - (K)NoW_NAME:AIJ / 作曲・編曲 - (K)NoW_NAME:Shuhei Mutsuki
「GAME」（第16話）
作詞 - (K)NoW_NAME:Kohei by SIMONSAYZ / 作曲・編曲 - (K)NoW_NAME:Hiromitsu Kawashima / 歌 - (K)NoW_NAME:Ayaka Tachibana
「Red dog chases」（第17話）
作詞・歌 - (K)NoW_NAME:NIKIIE / 作曲・編曲 - (K)NoW_NAME:Shuhei Mutsuki
「Bring the light」（第18話）
作詞・歌 - (K)NoW_NAME:AIJ / 作曲・編曲 - (K)NoW_NAME:Shuhei Mutsuki
「Everlast...」（第22話）
作詞・歌 - (K)NoW_NAME:NIKIIE & AIJ / 作曲・編曲 - (K)NoW_NAME:Shuhei Mutsuki
「KNOCK on the CORE」（第24話）
作詞 - (K)NoW_NAME:AIJ / 作曲・編曲 - (K)NoW_NAME:Makoto Miyazaki / 歌 - (K)NoW_NAME:Ayaka Tachibana & AIJ

## 各話リスト
| 話数      | サブタイトル                   | 絵コンテ                   | 演出                       | 作画監督 |           |           |           |           |           |           |           |           |           |           |           |           |           |           |           |           |           |           |           |           |
| 第1クール | 第1クール                      | 第1クール                  | 第1クール                  | 第1クール | 第1クール | 第1クール | 第1クール | 第1クール | 第1クール | 第1クール | 第1クール | 第1クール | 第1クール | 第1クール | 第1クール | 第1クール | 第1クール | 第1クール | 第1クール | 第1クール | 第1クール | 第1クール | 第1クール | 第1クール |
| --------- | ------------------------------ | -------------------------- | -------------------------- | --- | --------- | --------- | --------- | --------- | --------- | --------- | --------- | --------- | --------- | --------- | --------- | --------- | --------- | --------- | --------- | --------- | --------- | --------- | --------- | --------- |
| 第1話     | 灰かぶりの少女                 | 鈴木健一 西田正義          | 上野壮大 阿部ゆり子        | 川面恒介 小島明日香 秋山有希 宮崎司 井上裕亮 山方春香 水野紗世 杉光登                                           |           |           |           |           |           |           |           |           |           |           |           |           |           |           |           |           |           |           |           |           |
| 第2話     | 狼の首輪と白鳥の羽             | 菅沼芙実彦                 | 藤井康雄                   | 山方春香 小島明日香 井上裕亮 福井麻記                                                                           |           |           |           |           |           |           |           |           |           |           |           |           |           |           |           |           |           |           |           |           |
| 第3話     | 欲ばりキツネと嘘つきカラス     | 西田正義 鈴木健一          | 松林唯人                   | 秋山有希 小笠原憂 佐藤このみ 阿部美佐緒 河野直人 井上裕亮 山方春香 小島明日香                                   |           |           |           |           |           |           |           |           |           |           |           |           |           |           |           |           |           |           |           |           |
| 第4話     | せっかち家政婦とわがまま芸術家 | 本間修                     | 本間修                     | 松川哲也 野田友美 水野紗世 宮崎司                                                                               |           |           |           |           |           |           |           |           |           |           |           |           |           |           |           |           |           |           |           |           |
| 第5話     | 黒い月と迷い子の唄             | 藤井康雄 阿部ゆり子        | 阿部ゆり子 吉川志我津      | 秋山有希 井上裕亮 小島明日香 福井麻記 水野紗世 宮崎司 山方春香 森島範子 阿部美佐緒 小笠原憂                     |           |           |           |           |           |           |           |           |           |           |           |           |           |           |           |           |           |           |           |           |
| 第6話     | 旅の道連れ                     | 福田道生                   | 上野壮大                   | 秋山有希 小島明日香 井上裕亮 山方春香 福井麻記 小笠原憂                                                         |           |           |           |           |           |           |           |           |           |           |           |           |           |           |           |           |           |           |           |           |
| 第7話     | がんこな鍛冶屋と偏屈ウサギ     | 高村彰                     | 高村彰                     | 野田友美 秋山有希 山方春香 小笠原憂 井上裕亮 小島明日香 福井麻記                                                |           |           |           |           |           |           |           |           |           |           |           |           |           |           |           |           |           |           |           |           |
| 第8話     | 舞台そでの笛吹き               | 西田正義                   | 藤井康雄                   | 秋山有希 山方春香 井上裕亮 小島明日香 小笠原憂 福井麻記 阿部美佐緒                                              |           |           |           |           |           |           |           |           |           |           |           |           |           |           |           |           |           |           |           |           |
| 第9話     | 転がる石と七人の騎士           | 岡村天斎                   | 宮澤良太                   | 宮崎司 水野紗世 秋山有希 山方春香 井上裕亮 小島明日香 Park Jung Hee Kim Young Sub Kwon Yong Sang Jung Jin Yeong |           |           |           |           |           |           |           |           |           |           |           |           |           |           |           |           |           |           |           |           |
| 第10話    | 災いの子                       | 福田道生                   | 太田知章                   | 秋山有希 山方春香 井上裕亮 福井麻記 小笠原憂 小島明日香 阿部美佐緒 Kim Hee Kang Kwon Yong Sang Kim Young Sub    |           |           |           |           |           |           |           |           |           |           |           |           |           |           |           |           |           |           |           |           |
| 第11話    | 招かざる音楽隊                 | 西田正義                   | 阿部ゆり子 高村彰 藤井康雄 | 秋山有希 宮崎司 水野紗世 山方春香 井上裕亮 小島明日香 小笠原憂 福井麻記 森島範子                                |           |           |           |           |           |           |           |           |           |           |           |           |           |           |           |           |           |           |           |           |
| 第12話    | 無力な兵隊                     | 本間修                     | 本間修                     | 秋山有希 井上裕亮 山方春香 小島明日香 福井麻記 小笠原憂 瀬尾康博 阿部美佐緒                                     |           |           |           |           |           |           |           |           |           |           |           |           |           |           |           |           |           |           |           |           |
| 第2クール |                                |                            |                            | |           |           |           |           |           |           |           |           |           |           |           |           |           |           |           |           |           |           |           |           |
| 第13話    | 雨音の罪と白雪の罰             | 許琮                       | 上野壮大                   | 井上裕亮 山方春香 小笠原憂 福井麻記                                                                             |           |           |           |           |           |           |           |           |           |           |           |           |           |           |           |           |           |           |           |           |
| 第14話    | 歯車がとまる城                 | 福田道生                   | 宮澤良太                   | 宮崎司 水野紗世 小島明日香 秋山有希 野田友美 小笠原憂 福井麻記                                                  |           |           |           |           |           |           |           |           |           |           |           |           |           |           |           |           |           |           |           |           |
| 第15話    | 裏町の草ひき                   | 許琮                       | 吉川志我津                 | 井上裕亮 山方春香 阿部美佐緒 佐藤このみ                                                                         |           |           |           |           |           |           |           |           |           |           |           |           |           |           |           |           |           |           |           |           |
| 第16話    | 笑いころげるトンビ             | 西田正義 鈴木健一          | 太田知章                   | 秋山有希 小島明日香 小野和美 小笠原憂 岩崎亮 Choi Kyung-seok Lee Sung-jin                                       |           |           |           |           |           |           |           |           |           |           |           |           |           |           |           |           |           |           |           |           |
| 第17話    | 砂の上の天秤                   | 塚田夏央                   | 藤井康雄                   | 井上裕亮 山方春香 水野紗世 宮崎司                                                                               |           |           |           |           |           |           |           |           |           |           |           |           |           |           |           |           |           |           |           |           |
| 第18話    | 踊るネズミと折れた角           | 藤井康雄 福田道生          | 中西基樹                   | 秋山有希 小島明日香 阿部美佐緒 小笠原憂 岩崎亮 イ・ソンジン チェ・ギョンソク                                    |           |           |           |           |           |           |           |           |           |           |           |           |           |           |           |           |           |           |           |           |
| 第19話    | 悲しい声と黒い本               | 阿部ゆり子 高村彰          | 高村彰                     | 井上裕亮 山方春香 野田友美 Choi Kyung-seok                                                                      |           |           |           |           |           |           |           |           |           |           |           |           |           |           |           |           |           |           |           |           |
| 第20話    | はじまりの森                   | 宇和野歩 塚田夏央          | 宮澤良太                   | 秋山有希 小島明日香 山方春香 小笠原憂 岩崎亮                                                                    |           |           |           |           |           |           |           |           |           |           |           |           |           |           |           |           |           |           |           |           |
| 第21話    | 錆びた強者と開かない扉         | 阿部ゆり子 福田道生        | 阿部ゆり子 橘内諒太        | 杉光登 秋山有希 山方春香 小島明日香 井上裕亮 阿部美佐緒 小笠原憂                                                |           |           |           |           |           |           |           |           |           |           |           |           |           |           |           |           |           |           |           |           |
| 第22話    | 終焉のパレード                 | 高村彰 塚田夏央            | 吉川志我津 上野壮大        | 秋山有希 小島明日香 井上裕亮 山方春香 杉光登 小笠原憂 岩崎亮                                                    |           |           |           |           |           |           |           |           |           |           |           |           |           |           |           |           |           |           |           |           |
| 第23話    | 覚めぬ夢より出でしもの         | 福田道生 宮澤良太          | 宇和野歩 太田知章          | 小島明日香 山方春香 井上裕亮 秋山有希 杉光登 小笠原憂 阿部美佐緒 Choi Kyung-seok                                |           |           |           |           |           |           |           |           |           |           |           |           |           |           |           |           |           |           |           |           |
| 第24話    | 放たれた空 つないだ手          | 鈴木健一 津田尚克 福田道生 | 鈴木健一 津田尚克 高村彰   | 小島明日香 山方春香 杉光登 小笠原憂 阿部美佐緒 森島範子 鍋田香代子                                              |           |           |           |           |           |           |           |           |           |           |           |           |           |           |           |           |           |           |           |           |

## 放送局
| 放送期間                                                                   | 放送時間                     | 放送局   | 対象地域   | 備考                                 |
| -------------------------------------------------------------------------- | ---------------------------- | -------- | ---------- | ------------------------------------ |
| 2019年4月8日 - 6月24日（第1クール） 2019年10月7日 - 12月23日（第2クール）  | 月曜 0:00 - 0:30（日曜深夜） | TOKYO MX | 東京都     |                                      |
|                                                                            |                              | BS11     | 日本全域   | 製作参加 / BS放送 / 『ANIME+』枠     |
|                                                                            |                              | AT-X     | 日本全域   | 製作参加 / CS放送 / リピート放送あり |
| 2019年4月10日 - 6月26日（第1クール） 2019年10月9日 - 12月25日（第2クール） | 水曜 2:30 - 3:00（火曜深夜） | 毎日放送 | 近畿広域圏 | 製作参加 / 『アニメ特区』第1部       |

| 配信開始日    | 配信時間               | 配信サイト |
| ------------- | ---------------------- | --- |
| 2019年4月8日  | 月曜 0:00 更新         | dTV Amazonプライム・ビデオ |
| 2019年4月10日 | 水曜 22:30 - 23:00     | AbemaTV |
|               | 水曜 23:30 - 木曜 0:00 | ニコニコ生放送 |
| 2019年4月11日 | 木曜 0:00 更新         | ニコニコチャンネル dアニメストア Google Play YouTube GYAO!ストア GYAO! FOD HAPPY!動画 Hulu J:COMオンデマンド ビデオパス みるプラス Tver MBS動画イズム Netflix PlayStation Video Rakuten TV TSUTAYA TV VIDEX あにてれ アニメ放題 U-NEXT ゲオTV バンダイチャンネル ビデオマーケット ひかりTV ふらっと動画 ムービーフルPlus |

## BD / DVD
| 巻 | 発売日         | 収録話          | 規格品番   | 規格品番   |
| 巻 | 発売日         | 収録話          | BD         | DVD        |
| -- | -------------- | --------------- | ---------- | ---------- |
| 1  | 2019年7月17日  | 第1話 - 第3話   | TBR-29111D | TDV-29119D |
| 2  | 2019年8月21日  | 第4話 - 第6話   | TBR-29112D | TDV-29120D |
| 3  | 2019年9月18日  | 第7話 - 第9話   | TBR-29113D | TDV-29121D |
| 4  | 2019年10月16日 | 第10話 - 第12話 | TBR-29114D | TDV-29122D |
| 5  | 2019年12月18日 | 第13話 - 第15話 | TBR-29115D | TDV-29123D |
| 6  | 2020年1月22日  | 第16話 - 第18話 | TBR-29116D | TDV-29124D |
| 7  | 2020年2月19日  | 第19話 - 第21話 | TBR-29117D | TDV-29125D |
| 8  | 2020年3月18日  | 第22話 - 第24話 | TBR-29118D | TDV-29126D |

## Webラジオ
音泉にてWebラジオ『TVアニメ「Fairy gone フェアリーゴーン」違法妖精取締ラジオ』が、2019年4月5日から2020年1月10日まで隔週金曜日に配信。パーソナリティはマーリヤ・ノエル役の市ノ瀬加那。

## インターネット動画
YouTubeのTOHO animetionチャンネルでは、キャラクターをいらすとや調にしたゆるめの設定解説動画として「ふぇありーんごー」が公開されている。いらすとやとのコラボ企画でもあり、イラストレーターみふねたかしが自らキャラクターデザインを手がけている。ナレーションを大塚芳忠が担当する。

## 漫画
『別冊少年マガジン』（講談社）にて、2019年5月号から2020年1月号まで連載。作画は不二涼介。
- 原作：Five fairy scholars、漫画：不二涼介 『Fairy gone フェアリーゴーン』 講談社〈講談社コミックス〉、全2巻
  1. 2019年8月9日発売[10]、ISBN 978-4-06-516242-2
  2. 2020年1月9日発売[10]、ISBN 978-4-06-517878-2